# Kennedyjev vesoljski center
Kennedyjev vesoljski center (ang. John F. Kennedy Space Center - KSC) je ameriško vesoljsko izstrelišče na polotoku Merritt Island, Florida. Center leži severno-zahodno od rta Cape Canaveral na floridski Vesoljski obali (Space Coast) ob Atlantskem oceanu, na polovici poti med mesti Jacksonville in Miami. KSC je 55 kilometrov dolg in 10 kilometrov širok, površina kompleksa je 570 km2.
Uporabljalo se je za vse Nasine lete s človeško posadko od decembra 1968 naprej. Trenutno ne izvajajo človeških letov zaradi upokojitve raketoplana Space Shuttle, so pa aktivni pri izstreljevanju drugih raket s sateliti in drugo opremo. Zgradba za sestavljanje raket Vehicle Assembly Building (VAB) je 4. največja zgradba na svetu po prostornini in je bila največja, ko so jo zgradili leta 1965.
Leta 2011 je v KSC delalo okrog 13.100 ljudi, okrog 2100 je vladnih uslužbencev, ostalo so pogodbeni delavci.
Od decembra 1968 so bile vse izstrelitve z izstrelitvenih ploščadi A in B, del kompleksa Launch Complex 39 (LC-39). Obe ploščadi sta ob oceanu, 5 kilometrov vzhodno od VAB. V letih 1969–1972 je bil LC-39 uporabljen za vseh 6 uspešnih letov na Luno programa Apollo na raketi Saturn V. Ta raketa je bila največja in najmočnejša operativna raketa v zgodovini vesoljskih poletov. Z LC-39 so izstrelili tudi vse raketoplane Space Shuttle v letih 1981−2011. Pristajalna steza Shuttle Landing Facility na severu se je uporabila za večino pristankov raketoplana. Dolga je 4.572 m in široka 91,4 m, s tem pa ena od največjih na svetu.
Območje KSC Industrial Area, kjer se nahaja večina pomožnih objektov, leži 5 km južno od LC-39. KSC ima svojo železnico.